# Accipitrimorphae
Accipitrimorphae é um clado de aves de rapina que reúne as ordens Cathartiformes (abutres do Novo Mundo) e Accipitriformes (aves de rapina diurnas, como águias e águias-pescadoras).
|  | Sagittariidae                                                |
|  |                                                              |
|  | \| \| Pandionidae \| \| \| \| \| \| Accipitridae \| \| \| \| |
|  |                                                              |
|  | Pandionidae                                                  |
|  |                                                              |
|  | Accipitridae                                                 |
|  |                                                              |

|  | Pandionidae  |
|  |              |
|  | Accipitridae |
|  |              |

|  | Sagittariidae                                                |
|  |                                                              |
|  | \| \| Pandionidae \| \| \| \| \| \| Accipitridae \| \| \| \| |
|  |                                                              |
|  | Pandionidae                                                  |
|  |                                                              |
|  | Accipitridae                                                 |
|  |                                                              |

|  | Pandionidae  |
|  |              |
|  | Accipitridae |
|  |              |

No estudo feito por Prum et al. 2015,Recupera Acciptrimorphae (Dessa vez classificado como Acciptriformes) fora de Afroaves e como grupo irmão de um clado chamado ''Eutelluraves''

A Taxonomia de Wu et al. (2024) Coloca os Acciptrimorphae como pertencentes a um clado nomeado como Hieraves